# Catedral de la Santa Transfiguración del Salvador
La Catedral de la Santa Transfiguración del Salvador también conocida como Iglesia de Chrysosotiros, se encuentra en la ciudad de Lárnaca (Chipre). Es la sede de la Metrópolis de Kition y Exarcado de Lárnaca y Lefkara (diócesis local perteneciente a la Iglesia ortodoxa chipriota).   
Se encuentra en la Plateia Mitropoleos. Según los investigadores y arqueólogos de la ciudad, está construida sobre una de las esquinas de la necrópolis de la ciudad de Kition (nombre original de Lárnaca en el siglo XII a. C.).